# Pullblox World
 (avril 2020).
Si vous disposez d'ouvrages ou d'articles de référence ou si vous connaissez des sites web de qualité traitant du thème abordé ici, merci de compléter l'article en donnant les références utiles à sa vérifiabilité et en les liant à la section « Notes et références ».
Pullblox World, connu sous le nom Pushmo World en Amérique du Nord et Hikuosu World (引ク押ス ワールド) au Japon, est un jeu vidéo de type puzzle développé par Intelligent Systems et publié par Nintendo pour la Wii U en 2014. Il s'agit de la suite de Pullblox/Pushmo et Fallblox/Crashmo, jeux de la Nintendo 3DS sortis respectivement en 2011 et 2012.

## Synopsis
Le parc Pullblox ouvre ses portes à nouveau; avec l'aide de Corrin, Papy Blox accueille Millo et les enfants qui l'accompagne. C'est alors que les enfants commencent à être piégés à nouveau dans les structures colorées nommées Pullblox. Ils réalisent alors que c'est Brutus, le petit chien de Papy Blox, qui s'amuse avec les réinitialisateurs, un mécanisme permettant de recommencer le puzzle du début.
Millo fait son chemin à travers les Pullblox sur son passage, délivrant les enfants capturés au passage; tandis que Papy Blox et son apprenti Corrin tentent d'améliorer le parc et surveillent la progression de Millo à travers sa mission.
Après avoir sauvé le dernier Pullblox, Brutus se fait gronder puis suit Millo et les enfants, qui retournent chez eux tandis que la nuit tombe. Le lendemain, Papy Blox annonce que des Pullblox spéciaux sont arrivés, offrant le défi à Millo.

## Système de jeu
Pullblox World reprend le même concept de Pullblox. Le joueur contrôle Millo (ou Mallo en Amérique du Nord) qui fait son chemin à travers des puzzles nommés 《Pullblox》 pour atteindre l'objectif. Cependant, l'interaction est limitée car les blocs qui peuvent être poussés ont une limite de 3 étractions (illustrées par des cases vertes, jaunes, puis rouges). Les mécanismes, comme des échelles, reviennent aussi pour accentuer la difficulté dans le jeu.
Contrôler Millo est simple. Le bouton A permet de sauter puis B pour interagir avec le puzzle. Le joueur peut aussi examiner les structures et retourner dans le temps pour corriger une erreur. 
Différents modes de jeu sont disponibles durant la progression du mode histoire. Le joueur commence avec un seul fichier de sauvegarde puis commence directement l'histoire; au fur et à mesure , l'Aire d'entraînement et l'Atelier Pullblox (qui permet de créer des Pullblox puis les partager) se débloquent. Visiter Papy Blox permet de configurer son style de jeu, voir les différents bonus, étudier les bases de jeu ou encore réinitialiser son fichier de sauvegarde. 

## Accueil
Le jeu obtient de relativement bonnes notes à sa sortie, avec une moyenne de 80 sur Metacritic pour ses graphismes HD, sa bande-son et son nouveau système de partage. Toutefois, son manque d'innovation a été fortement critiqué.

## Suite
Une suite, Fullblox (ou Stretchmo en Amérique du Nord) est sortie en 2015 sur Nintendo 3DS.